# Amayé-sur-Seulles
Amayé-sur-Seulles er en kommune i Calvados departmentet i Basse-Normandie regionen i det nordvestlige Frankrig.

## Geografi
Amayé-sur-Seulles ligger fire km fra Villers-Bocage og 20 km fra Bayeux i Seulles-dalen.

## Seværdigheder og monumenter
- Kirke fra 15. århundrede som tilhørte klosteret i Cerisy
- Château du Bosq, (18. århundrede)

## Venskabsby
- Mömbris, Tyskland[1].